# Theodor Steinmeyer
Theodor Steinmeyer (* 7. Dezember 1897 in Oettingen in Bayern; † 26. Mai 1945 in Mühlhausen/Thüringen) war ein deutscher Psychiater, der an NS-Krankenmorden beteiligt war.

## Leben
Steinmeyer war Sohn eines Fabrikanten. Nach dem Medizinstudium an der Universität Erlangen promovierte er dort 1924 mit der Dissertation: Über die therapeutische Beeinflussung der Anaemia perniciosa, der Chlorose, der sekundären Anämien und der chronischen Leukämien zum Dr. med. Anschließend war er als Allgemeinmediziner in Nürnberg tätig. Sein Beitritt zur NSDAP erfolgte 1929, zudem war er ab diesem Zeitpunkt SA-Standartenarzt.
Nach seiner Facharztausbildung zum Psychiater  war er ab 1929 in der Heil- und Pflegeanstalt Wehnen tätig und wurde 1934 Direktor der Heil- und Pflegeanstalt in Bremen. Ab 1939 leitete er die Heil- und Pflegeanstalt Marsberg und die Jugendpsychiatrie (St. Johannesstift) in Niedermarsberg in Personalunion. Ab dem 28. Februar 1940 war Steinmeyer als T4-Gutachter tätig. Dabei bearbeitete er Meldebögen von Patienten aus Heil- und Pflegeanstalten und entschied darüber, welcher der Patienten als „Euthanasiefall“ einzustufen war. So war Steinmeyer an den Euthanasieverbrechen unmittelbar beteiligt.
Von März 1941 bis März 1943 war Steinmeyer in der Zentraldienststelle T4 in Berlin eingesetzt, wo er aus Heil- und Pflegeanstalten Patienten und im Rahmen der Aktion 14f13 nicht arbeitsfähige KZ-Häftlinge als Euthanasiefälle für die NS-Tötungsanstalten „selektierte“. Zusammen mit Friedrich Mennecke – später kam noch Otto Hebold hinzu – „selektierte“ er KZ-Häftlinge im KZ Sachsenhausen. Binnen vier Arbeitstagen im KZ entschieden die drei Ärzte bei 350 bis 400 Häftlingen über deren Ermordung. Während Mennecke in einem Hotel in Oranienburg abstieg, kam Steinmeyer jeden Morgen mit der S-Bahn aus Berlin zur Arbeit im KZ. Zudem leitete Steinmeyer 1942 vertretungsweise die NS-Tötungsanstalt Bernburg, in der auch invalide KZ-Häftlinge ermordet wurden. Von Anfang Oktober 1942 bis zum Kriegsende leitete er die Landesheil- und Pflegeanstalt Pfafferode in Pfafferode bei Mühlhausen/Thüringen.
Nachdem Steinmeyer von Angehörigen der US-Army verhaftet wurde, beging er am 26. Mai 1945 Suizid im Gefängnis Mühlhausen.